# Ordnungszahl
Die Ordnungszahl, auch Kernladungszahl, Atomnummer oder Protonenzahl, Formelzeichen meist {\displaystyle Z,} von „Zahl“ (im englischen Sprachraum jedoch auch {\displaystyle P} für Protonenanzahl), gibt die Stellung eines chemischen Elements im Periodensystem der Elemente an. Sie ist gleich der Anzahl der Protonen, die sich im Atomkern jedes Atoms dieses Elements befinden.
Im elektrisch neutralen Atom ist die Ordnungszahl auch gleich der Anzahl der Elektronen.

## Kennzahl der Elemente
Die Ordnungszahl ist gleichwertig mit dem Namen des chemischen Elements, d. h., alle Atome mit gleicher Ordnungszahl gehören zum selben Element. Die Ordnungszahl beschreibt die Einordnung des jeweiligen Elements in das Periodensystem und wird gewöhnlich links unten neben dem Elementsymbol angegeben.
{\displaystyle {}_{Z}^{A}{\text{Symbol}}}
So weist z. B. das Kohlenstoffatom sechs Protonen auf:
{\displaystyle {\ce {^{12}_{6}C}}}
Nur beim Element mit der niedrigsten Ordnungszahl ({\displaystyle Z=1}, Wasserstoff) sind für seine einzelnen natürlich vorkommenden Isotope eigene Namen üblich: Deuterium (Massenzahl {\displaystyle A=2}), Tritium ({\displaystyle A=3}), zur Unterscheidung gelegentlich auch Protium ({\displaystyle A=1}). Historisch gab es beispielsweise auch bei Radon spezielle Bezeichnungen für seine Isotope, etwa „Thoron“.

## Zusammenhang mit Neutronen- und Massenzahl
Die Neutronenzahl {\displaystyle N} eines Atomkerns lässt sich mit Kenntnis der Anzahl der Protonen {\displaystyle Z} und der Massenzahl {\displaystyle A} berechnen:
{\displaystyle N=A-Z},
oder aufgelöst nach der Massenzahl:
{\displaystyle A=N+Z}.

## Wertebereich und Bedeutung
Ordnungszahlen sind natürliche Zahlen. Sie laufen von 1 (Wasserstoff) bis (Stand 2020) 118. Zu jeder dieser Zahlen ist heute lückenlos ein Element bekannt. Im Bereich höchster Ordnungszahlen (ehemals über 92 (Transurane), später über 100) kam es wiederholt vor, dass bei der Entdeckung, der Erzeugung und dem Nachweis der Elemente eine Lücke verblieb, die erst später geschlossen werden konnte. Tendenziell haben Atome von Elementen mit höherer Ordnungszahl (= Protonenzahl) auch mehr Neutronen im Kern.
Gase haben überwiegend zweiatomige Moleküle. Ideale-Gas-Eigenschaft vorausgesetzt, steigt mit der Ordnungszahl auch die zur Molekülmasse proportionale Dichte. So ist Radon {\displaystyle {\ce {^{222}_{86}Rn}}} bei Normalbedingungen für Druck und Temperatur 55,5-mal so dicht wie Helium {\displaystyle {\ce {^4_2 He}}} – bei ({\displaystyle 86/2=}) 43-fach höherer Ordnungszahl. Beides sind Edelgase; für den Vergleich wurde jeweils das häufigste natürliche Isotop, in beiden Fällen häufiger als 90 %, herangezogen.
Bei Festkörpern (samt den seltenen ebenfalls auf Druck volumsstabilen Flüssigkeiten) ist der Zusammenhang weniger scharf ausgeprägt, da die Atomdurchmesser und damit die Atomabstände verschiedener Elemente stark variieren. Innerhalb jeder einzelnen Gruppe (= Spalte) des Periodensystems ist der Zusammenhang größere Ordnungszahl (⇒ größere Massenzahl) ⇒ größere Dichte schon erkennbar: Natrium Na, eine Position unter Lithium, ist schwerer als Li. Zink Zn, zwei Positionen über Quecksilber Hg ist leichter. In der Gruppe Kohlenstoff C, Silizium Si, Germanium Ge, Wismut Bi, zuunterst Blei Pb steigen nach unten die Dichten – von etwa 2 g/cm3 auf etwa 14 g/cm3 – klar an.
Elemente mit sehr großen Ordnungszahlen, etwa Transurane ({\displaystyle Z>92}), haben (tendenziell) nur instabile, also radioaktive Isotope. Die drei natürlichen Zerfallsreihen laufen abwärts bis zu drei verschiedenen Bleiisotopen ({\displaystyle Z=82}), die vierte Zerfallsreihe zu einem Thalliumnuklid ({\displaystyle Z=81}). Das Nuklid mit der niedrigsten Ordnungszahl in diesen Reihen ist ein Quecksilberisotop ({\displaystyle Z=80}). Durch Kernreaktionen entstehen mitunter auch radioaktive Nuklide mit niedrigen Ordnungszahlen, etwa C-14 aus N-14 in der hohen Atmosphäre.

### Höchste Ordnungszahlen
Unter Verwendung des Bohrschen Atommodell würde die Ordnungszahl Z = 137 eine maximale Grenze darstellen, da in diesem Modell die Geschwindigkeit v des Elektrons auf der innersten Bahn gegeben ist durch v = Z·α·c, bei Z > 137 müsste die Geschwindigkeit des Elektrons höher als die Vakuumlichtgeschwindigkeit c liegen. Für so hohe Ordnungszahlen müssen jedoch Effekte der relativistischen Quantenmechanik beachtet werden: Nach Berechnungen mithilfe der Dirac-Gleichung ergibt sich eine maximale Grenze erst in einem Bereich um Z = 170.
Die bisher höchste nachgewiesene Ordnungszahl hat Oganesson mit 118 (Stand: Mai 2020). Neue Elemente mit höheren Ordnungszahlen nachzuweisen ist wegen des typisch raschen Zerfalls schwierig.
Für die provisorische Benennung von hypothetischen oder noch nicht bestätigten Elementen werden systematische Elementnamen vergeben, die im Wesentlichen eine Umschreibung der Ziffern der Ordnungszahl mit Silben aus lateinischen und griechischen Zahlwörtern ist.
Beispiele:
- {\displaystyle Z=111\colon } Unununium (Uuu) – bestätigt und nunmehr Roentgenium (Rg) benannt
- {\displaystyle Z=123\colon } Unbitrium (Ubt) – bislang hypothetisch